# 罗萨尔芭·福尔奇尼蒂
罗萨尔芭·福尔奇尼蒂（義大利語：Rosalba Forciniti，1986年2月13日—），意大利女子柔道运动员。她曾代表意大利参加2012年夏季奥林匹克运动会柔道比赛，获得女子52公斤级铜牌。